# 일본자동차연맹
일본자동차연맹(일본어: 日本自動車連盟 니혼지토샤렌메이[*])은 자동차에 관한 다양한 업무를 취급하는 것 외에 운전자의 권익을 보호 할 목적으로 설립된 일본의 사단 법인이다. 약칭은 JAF. 2008년 3월말 시점에서 회원수는 약 1732만명이며, 국제 자동차 연맹 (FIA)에 가입한 일본의 유일한 단체이다.